# تلفات جنگ عراق

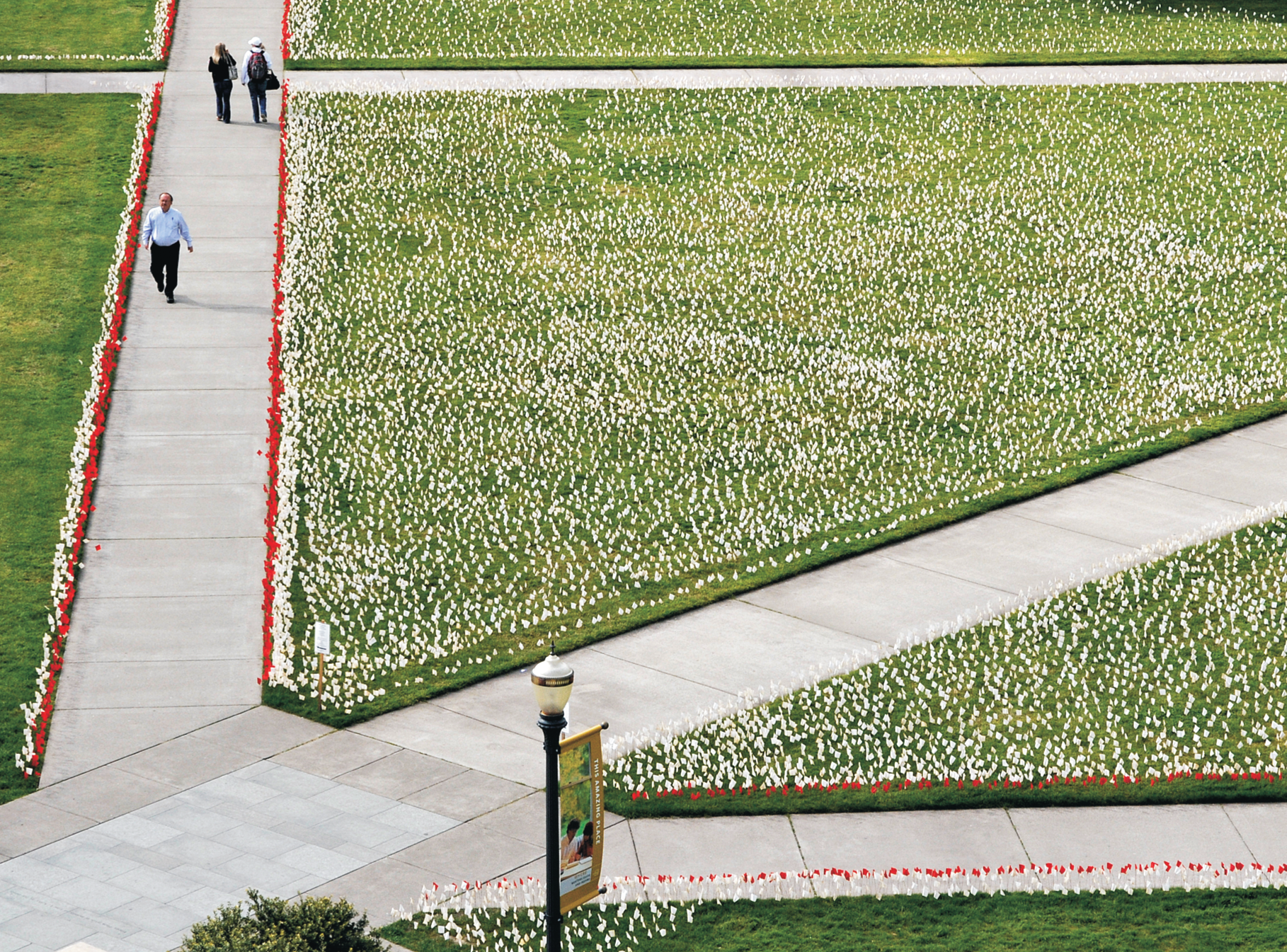
پرچم‌های سفید و قرمز که به ترتیب نشان دهنده مرگ عراقی‌ها و آمریکایی‌ها هستند، در چهار گوش چمن کتابخانه دره در کوروالیس، اورگان، محوطه دانشگاه ایالتی اورگان قرار دارند. به عنوان بخشی از نمایشگاه مسافرتی شمارش بدن عراق از سال ۲۰۰۸تا ۲۰۰۹(که به پروژه شمارش بدن عراق مربوط نمی‌شود)، هدف این پرچم‌ها "افزایش آگاهی از هزینه‌های انسانی جنگ عراق " است. (مه ۲۰۰۸)

تخمین‌ها از تلفات جنگ عراق (شروع باحمله به عراق در سال۲۰۰۳، و اشغال و شورش و جنگ داخلی متعاقب آن) به اشکال مختلف ارائه شده‌است، و این تخمین‌ها از انواع مختلف تلفات جنگ عراق بسیار متفاوت است
تخمین تلفات ناشی از جنگ چالش‌های زیادی را به همراه دارد. کارشناسان بین مطالعات مبتنی بر جمعیت، که از نمونه‌های تصادفی جمعیت برون‌یابی می‌شوند، و شمارش بدن، که آمار مرگ و میر را گزارش می‌کنند و احتمالاً تلفات را به‌طور قابل‌توجهی دست کم می‌گیرند، تمایز قائل می‌شوند. مطالعات مبتنی بر جمعیت، تعداد تلفات جنگ عراق را از ۱۵۱۰۰۰مرگ خشونت‌آمیز تا ژوئن ۲۰۰۶(بر اساس بررسی سلامت خانواده عراق) تا ۱۰۳۳۰۰۰مرگ اضافی (بر اساس نظرسنجی کسب و کار تحقیقات افکار (ORB) 2007) برآورد می‌کند. سایر مطالعات مبتنی بر نظرسنجی که بازه‌های زمانی مختلف را پوشش می‌دهند، ۴۶۱۰۰۰مرگ کل (بیش از ۶۰درصد آنها خشونت‌آمیز) را تا ژوئن ۲۰۱۱ و ۶۵۵۰۰۰مرگ کل (بیش از ۹۰درصد آنها خشونت‌آمیز) تا ژوئن ۲۰۰۶نشان می‌دهند. طبق مطالعه لانست ۲۰۰۶). شمارش اجساد تا آوریل ۲۰۰۹حداقل ۱۱۰۶۰۰مرگ و میر خشونت‌آمیز را برشمرده است (آسوشیتدپرس). پروژه شمارش بدن عراق ۱۸۵۰۰۰تا ۲۰۸۰۰۰مرگ و میر خشونت‌آمیز غیرنظامیان را تا فوریه ۲۰۲۰در جدول خود ثبت می‌کند. همه تخمین‌ها از تلفات جنگ عراق مورد مناقشه است.

## جداول
جداول زیر گزارش‌های مربوط به آمار تلفات عراقی را خلاصه می‌کند.
بررسی‌های علمی:
| منبع                     | تخمین مرگ‌های خشونت‌آمیز | بازه زمانی            |
| ------------------------ | --- | --------------------- |
| بررسی سلامت خانواده عراق | ۱۵۱۰۰۰مرگ خشونت‌آمیز | مارس ۲۰۰۳تا ژوئن ۲۰۰۶ |
| نظرسنجی لانست            | ۶۰۱۰۲۷مرگ خشونت‌آمیز از ۶۵۴۹۶۵مرگ مازاد                                                                                       | مارس ۲۰۰۳تا ژوئن ۲۰۰۶ |
| نظرسنجی پلاس مدسن        | ۴۶۰۰۰۰کشته در عراق در نتیجه مستقیم یا غیرمستقیم جنگ شامل بیش از ۶۰درصد از مرگ و میرهایی که مستقیماً به خشونت نسبت داده می‌شود. | مارس ۲۰۰۳تا ژوئن ۲۰۱۱ |

شمارش بدن:
| منبع                        | مرگ‌های مستند بر اثر خشونت                 | بازه زمانی                |
| --------------------------- | ----------------------------------------- | ------------------------- |
| آسوشیتدپرس                  | ۱۱۰۶۰۰مرگ خشونت‌آمیز                       | مارس ۲۰۰۳تا آوریل ۲۰۰۹    |
| پروژه شمارش بدن عراق        | ۱۸۳۵۳۵– ۲۰۶۱۰۷کشته غیرنظامی در اثر خشونت. | مارس ۲۰۰۳تا آوریل ۲۰۱۹    |
| گزارش جنگ عراق طبقه‌بندی شده | ۱۰۹۰۳۲کشته شامل ۶۶۰۸۱کشته غیرنظامی.       | ژانویه ۲۰۰۴تا دسامبر ۲۰۰۹ |

بررسی اجمالی: برآوردهای احتمالی در مورد تعداد افراد کشته شده در حمله و اشغال عراق بسیار متفاوت است و بسیار مورد مناقشه است. تخمین تلفات زیر شامل حمله سال ۲۰۰۳ به عراق و عراق پس از حمله، ۲۰۰۳ تا کنون است.
آسوشیتدپرس اعلام کرد که بیش از ۱۱۰۶۰۰ عراقی از آغاز جنگ تا آوریل ۲۰۰۹ کشته شده‌اند. این تعداد بر اساس آمار وزارت بهداشت ۸۷۲۱۵ نفر از اول ژانویه ۲۰۰۵ تا ۲۸ فوریه ۲۰۰۹ همراه با شمارش تلفات برای سال‌های ۲۰۰۴ تا ۲۰۰۲ است. و پس از ۲۹ فوریه ۲۰۰۹، از منابع بیمارستانی و گزارش‌های رسانه ای. برای اطلاعات بیشتر به آسوشیتدپرس و وزارت بهداشت (۲۰۰۹) مراجعه کنید.
| گزارش جنگ عراق                     | اسناد محرمانه نظامی ایالات متحده که توسط ویکی لیکس در اکتبر ۲۰۱۰ منتشر شد، تلفات نظامیان عراقی و ائتلاف را بین ژانویه ۲۰۰۴ تا دسامبر ۲۰۰۹ ثبت کرده‌است. این اسناد ۱۰۹۰۳۲ مورد مرگ را ثبت می‌کنند که به «غیرنظامی» (۶۶۰۸۱ مرگ)، «ملت میزبان» (۱۵۱۹۶ مرگ)، «دشمن» (۲۳۹۸۴ مرگ) و «دوستانه» (۳۷۷۱ مرگ) تقسیم شده‌اند. |
| وزارت بهداشت عراق                  | وزارت بهداشت دولت عراق بین ۱ ژانویه ۲۰۰۵ تا ۲۸ فوریه ۲۰۰۹ ۸۷۲۱۵ مورد مرگ و میر خشونت‌آمیز عراقی را ثبت کرده‌است. این داده‌ها به صورت فهرستی از مجموع سالانه گواهی‌های مرگ صادر شده برای مرگ‌های خشونت‌آمیز توسط بیمارستان‌ها و سردخانه‌ها است. که این داده‌ها را به آسوشیتدپرس ارائه کرد، گفت که این وزارتخانه آماری برای دو سال اول جنگ ندارد و تعداد واقعی کشته‌ها را ۱۰ تا ۲۰ درصد بیشتر تخمین زده‌است زیرا هزاران نفر هنوز مفقود هستند و غیرنظامیانی که در هرج و مرج مدفون شده‌اند. |
| آسوشیتدپرس                         | آسوشیتدپرس اعلام کرد که بیش از ۱۱۰۶۰۰ عراقی از آغاز جنگ تا آوریل ۲۰۰۹ کشته شده‌اند. این تعداد بر اساس آمار وزارت بهداشت ۸۷۲۱۵ نفر از اول ژانویه ۲۰۰۵ تا ۲۸ فوریه ۲۰۰۹ همراه با شمارش تلفات برای سال‌های ۲۰۰۴ تا ۲۰۰۲ است. و پس از ۲۹ فوریه ۲۰۰۹، از منابع بیمارستانی و گزارش‌های رسانه ای. برای اطلاعات بیشتر به آسوشیتدپرس و وزارت بهداشت (۲۰۰۹) مراجعه کنید. |
| شمارش بدن عراق                     | رقم پروژه شمارش بدن عراق (IBC) از مرگ‌ومیرهای غیرنظامی در اثر خشونت ۱۸۳۵۳۵ تا ۲۰۶۱۰۷ تا آوریل ۲۰۱۹ است. این آمار شامل مرگ‌های غیرنظامی گزارش‌شده به دلیل اقدامات نظامی ائتلاف و شورشیان، خشونت‌های فرقه‌ای و افزایش خشونت جنایی می‌شود. سایت شمارش عراق می‌گوید: "بسیاری از مرگ‌ها احتمالاً توسط مقامات و رسانه‌ها گزارش نشده یا ثبت نمی‌شوند.". |
| بررسی سلامت خانواده عراق           | بررسی سلامت خانواده عراق برای سازمان بهداشت جهانی. در ۹ ژانویه ۲۰۰۸، سازمان بهداشت جهانی نتایج "بررسی سلامت خانواده عراق" منتشر شده در مجله پزشکی نیوانگلند را گزارش کرد. این مطالعه از مارس ۲۰۰۳ تا ژوئن ۲۰۰۶، ۹٬۳۴۵ خانوار را در سراسر عراق مورد بررسی قرار داد و ۱۵۱٬۰۰۰ مرگ و میر ناشی از خشونت را تخمین زد (محدوده عدم اطمینان ۹۵ درصد، ۱۰۴٬۰۰۰ تا ۲۲۳٬۰۰۰) از مارس ۲۰۰۳ تا ژوئن ۲۰۰۶. کارمندان وزارت بهداشت عراق این بررسی را انجام دادند. |
| کسب و کار تحقیقات افکار            | نظرسنجی کسب و کار تحقیقات افکار (ORB) که از ۱۲ تا ۱۹ اوت ۲۰۰۷ انجام شد، ۱٬۰۳۳٬۰۰۰ مرگ و میر خشونت‌آمیز را به دلیل جنگ عراق تخمین زد. دامنه داده شده ۹۴۶٬۰۰۰ تا ۱٬۱۲۰٬۰۰۰ مرگ بود. یک نمونه ملی از تقریباً ۲٬۰۰۰ نفر از اعضای بزرگسال عراقی پاسخ دادند که آیا هیچ‌یک از اعضای بزرگسال عراقی آنها پاسخ دادند یا خیر. (زیر سقف خود زندگی می‌کردند) به دلیل جنگ عراق کشته شدند. ۲۲٪ از پاسخ دهندگان یک یا چند عضو خانواده را از دست داده بودند. کسب و کار تحقیقات افکار گزارش داد که "۴۸٪ بر اثر شلیک گلوله، ۲۰٪ در اثر برخورد یک خودروی بمب گذاری شده، ۹٪ در اثر بمباران هوایی، ۶٪ در نتیجه یک حادثه و ۶٪ از اثر انفجار / مهمات دیگر جان باختند" |
| سازمان ملل                         | سازمان ملل گزارش داد که بر اساس داده‌های سردخانه‌ها، بیمارستان‌ها و مقامات شهری در سراسر عراق، ۳۴۴۵۲ مورد مرگ خشونت‌آمیز در سال ۲۰۰۶ رخ داده‌است. |
| مطالعات لانست                      | آمار مطالعه لنست از ۶۵۴۹۶۵ مرگ بیش از حد تا پایان ژوئن ۲۰۰۶ بر اساس داده‌های نظرسنجی خانوار است. این تخمین برای همه مرگ‌های مازاد خشونت‌آمیز و غیرخشونت‌آمیز است. این موارد همچنین شامل مواردی است که به دلیل افزایش بی‌قانونی، زیرساخت‌های تخریب‌شده، مراقبت‌های بهداشتی ضعیف‌تر و غیره است. ۶۰۱٬۰۲۷ مرگ‌ها. (محدوده ۴۲۶٬۳۶۹ تا ۷۹۳٬۶۶۳ با استفاده از فاصله اطمینان ۹۵٪) به دلیل خشونت تخمین زده شد. ۳۱٪ از آنها به ائتلاف، ۲۴٪ به دیگران، ۴۶٪ ناشناخته نسبت داده شدند. علل مرگ‌های خشونت‌آمیز گلوله (۵۶٪) بود. خودرو بمب‌گذاری شده (۱۳٪)، سایر انفجارها / مهمات (۱۴٪)، حمله هوایی (۱۳٪)، تصادف (۲٪)، ناشناخته (۲٪). یک کپی از گواهی فوت برای بخش بالایی از افراد موجود بود. مرگ و میر گزارش شده‌است (۹۲ درصد از آن خانوارها خواسته‌اند که یکی را تولید کنند). |
| مطالعه پلاس مدسن                   | آمار مطالعه پلاس مدسن از حدود ۴۶۰۰۰۰ مرگ و میر بیش از حد تا پایان ژوئن ۲۰۱۱ بر اساس داده‌های نظرسنجی خانوارها است که شامل بیش از ۶۰ درصد مرگ و میرهایی است که مستقیماً به خشونت نسبت داده می‌شود. این تخمین برای همه مرگ و میرهای بیش از حد خشونت‌آمیز و غیرخشونت آمیز است. این موارد همچنین شامل موارد ناشی از خشونت می‌شود. افزایش بی قانونی، زیرساخت‌های تخریب شده، مراقبت‌های بهداشتی ضعیف تر، و غیره. ۴۰۵۰۰۰ مرگ (محدوده ۴۸۰۰۰ تا ۷۵۱۰۰۰ با استفاده از فاصله اطمینان ۹۵ درصد) به عنوان مرگ و میرهای اضافی منتسب به درگیری تخمین زده شد. آنها تخمین زدند که حداقل ۵۵۰۰۰ مرگ و میر اضافی در این بررسی رخ داده‌است. این خانواده‌ها به خارج از عراق مهاجرت کرده بودند. این نظرسنجی نشان داد که بیش از ۶۰ درصد از مرگ و میرهای اضافی ناشی از خشونت بوده‌است و بقیه به‌طور غیرمستقیم ناشی از جنگ، از طریق تخریب زیرساخت‌ها و دلایل مشابه است. این نظرسنجی خاطرنشان می‌کند که اگرچه خودروهای بمب‌گذاری شده بیشتر دریافت کردند در مطبوعات بین‌المللی مهم، زخم‌های گلوله مسئول اکثر مرگ‌های خشونت‌آمیز (۶۳ درصد) بوده‌است. این مطالعه همچنین تخمین زده‌است که ۳۵ درصد از مرگ‌های خشونت‌آمیز به ائتلاف و ۳۲ درصد به شبه‌نظامیان نسبت داده شد. شرایط قلبی عروقی حدود نیمی از مرگ‌های غیر خشونت‌آمیز، بیماری‌های مزمن ۱۱ درصد، مرگ‌های نوزادان یا کودکان غیر از جراحات ۱۲٫۴ درصد، جراحات غیرجنگی ۱۱ درصد را تشکیل می‌دهند. و سرطان ۸ درصد |
| علی الشمری (وزیر بهداشت قبلی عراق) | علی الشمری، وزیر بهداشت عراق، در مورد مرگ‌های ناشی از جنگ (غیرنظامی و غیرنظامی) و مرگ‌های ناشی از باندهای جنایتکار گفت که از زمان تهاجم مارس ۲۰۰۳، بین ۱۰۰۰۰۰ تا ۱۵۰۰۰۰ عراقی کشته شده‌اند. «الشمری روز پنجشنبه [۹ نوامبر ۲۰۰۶] گفت که او آمار خود را بر اساس تخمین ۱۰۰ جسد در روز است که به سردخانه‌ها و بیمارستان‌ها آورده می‌شود – هرچند که چنین محاسبه ای در مجموع به ۱۳۰۰۰۰ نفر می‌رسد. برای اطلاعات بیشتر به برآورد وزیر بهداشت عراق در نوامبر ۲۰۰۶ نگاه کنید. |
| پروژه هزینه‌های جنگ                 | بر اساس یافته‌های پروژه هزینه‌های جنگ، تیمی از حقوقدانان، ۲۶۸۰۰۰ تا ۲۹۵۰۰۰ نفر در جنگ عراق از مارس ۲۰۰۳ تا اکتبر ۲۰۱۸، از جمله ۱۸۲٬۲۷۲ تا ۲۰۴٬۵۷۵ غیرنظامی کشته شدند. کارشناسان، دست‌اندرکاران حقوق بشر و پزشکان، که توسط دانشگاه براون و مؤسسه واتسون برای امور بین‌الملل و عمومی گرد هم آمده بودند، "دربارهٔ هزینه‌های جنگ‌های پس از ۱۱ سپتامبر در عراق و افغانستان، و خشونت‌های مرتبط با آن در پاکستان و سوریه." تعداد تلفات خشونت‌آمیز غیرنظامیان "مطمئنا دست کم گرفته شده‌است." |

بررسی اجمالی: تخمین مرگ بر اساس گروه
| نیروهای امنیتی عراق (همسو با ائتلاف) | از ژوئن ۲۰۰۳تا ۳۱ دسامبر ۲۰۱۰، بر اساس چندین برآورد، ۱۶۶۲۳نظامی و پلیس عراق کشته شده‌اند. شاخص عراق مؤسسه بروکینگز مجموع تلفات فدراسیون جهانی ورزش مدارس را نشان می‌دهد. همچنین در وب سایت iCasualties.org به تفکیک تلفات فدراسیون جهانی ورزش مدارس اشاره شده‌است. |
| شورشیان عراقی                        | از ژوئن ۲۰۰۳تا ۳۰ سپتامبر ۲۰۱۱، بر اساس چندین تخمین، بیش از ۲۶۳۲۰–۲۷۰۰۰شورشی عراقی کشته شده‌اند. |
| رسانه‌ها و امدادگران                  | ۱۳۶روزنامه‌نگار و ۵۱کارمند پشتیبانی رسانه‌ها بر اساس اعداد ذکر شده در صفحات منبع در ۲۴ فوریه ۲۰۰۹در حین انجام وظیفه کشته شدند. (به مقوله:خبرنگارانی که هنگام پوشش جنگ عراق کشته شدند، مراجعه کنید) بر اساس مقاله رویترز در ۲۱ نوامبر ۲۰۰۷٬۹۴امدادگر کشته شده‌اند. |
| نیروهای مسلح آمریکا                  | تا ۱۹ ژوئیه ۲۰۲۱، بر اساس وب سایت تلفات وزارت دفاع ایالات متحده، ۴۴۳۱کشته (شامل کشته شدگان در عمل و غیر خصمانه) و ۳۱۹۹۴مجروح در عملیات (WIA) در نتیجه جنگ عراق وجود داشته‌است. به عنوان بخشی از عملیات طلوع جدید، که در ۱ سپتامبر ۲۰۱۰آغاز شد، ۷۴کشته (شامل KIA و غیر خصمانه) و 298WIA کشته شدند. به منابع مربوط به تفکیک مجروحان، مجروحان، بیماران، کسانی که به وظیفه بازگشته اند (RTD)، کسانی که به حمل و نقل هوایی پزشکی نیاز دارند، حمل و نقل هوایی پزشکی غیر خصمانه، جراحات غیر خصمانه، بیماری‌ها یا دلایل پزشکی دیگر مراجعه کنید. |
| مرگ ائتلاف بر اثر آتش خصمانه         | تا تاریخ ۲۳ اکتبر ۲۰۱۱ از مجموع ۴۷۹۹تلفات نظامی ائتلاف، ۳۷۷۷مورد تلفات ناشی از آتش خصمانه بوده‌است. |
| نیروهای مسلح سایر کشورهای ائتلاف     | نیروی چند ملیتی در عراق را ببینید. تا تاریخ ۲۴ فوریه ۲۰۰۹ ۳۱۸کشته بر اثر نیروهای مسلح سایر کشورهای ائتلاف وجود دارد. ۱۷۹مرگ در بریتانیا و ۱۳۹مرگ از سایر کشورها. تفکیک: |
| پیمانکاران                           | پیمانکاران. حداقل ۱٬۴۸۷مرگ بین مارس ۲۰۰۳تا ژوئن ۲۰۱۱بر اساس فهرست مرگ و میر پیمانکاران خصوصی در عراق. ۲۴۵نفر از آنها از ایالات متحده هستند پیمانکاران «آمریکایی، عراقی و کارگران بیش از ده کشور دیگر» هستند. ۱۰۵۶۹مجروح یا مجروح. پیمانکاران «غذا می‌پزند، لباس‌شویی می‌کنند، زیرساخت‌ها را تعمیر می‌کنند، اسناد را ترجمه می‌کنند، اطلاعات را تجزیه و تحلیل می‌کنند، از زندانیان محافظت می‌کنند، از کاروان‌های نظامی محافظت می‌کنند، آب را در منطقه سبز به شدت مستحکم می‌رسانند و در ساختمان‌ها نگهبانی می‌دهند – اغلب وظایف بسیار خطرناک تقریباً مشابه وظایف بسیاری از ایالات متحده است. نیروهای." مقاله ای در ۴ ژوئیه ۲۰۰۷،لس آنجلس تایمز،۱۸۲۰۰۰کارمند از پیمانکاران و پیمانکاران فرعی با بودجه دولت آمریکا را گزارش کرد (۱۱۸۰۰۰عراقی، ۴۳۰۰۰نفر دیگر، ۲۱۰۰۰آمریکایی). |

بررسی اجمالی: برآورد آسیب‌های عراق بر اساس منبع
| وزارت حقوق بشر عراق              | وزارت حقوق بشر دولت عراق ۲۵۰۰۰۰مجروح عراقی را بین سالهای ۲۰۰۳و ۲۰۱۲ثبت کرده‌است. این وزارتخانه قبلاً گزارش داده بود که ۱۴۷۱۹۵جراحت برای دوره ۲۰۰۴–۲۰۰۸ثبت شده‌است.                                                                              |
| دولت عراق                        | سخنگوی دولت عراق علی الدباغ گزارش داد که ۲۳۹۱۳۳مجروحیت عراقی توسط دولت بین سالهای ۲۰۰۴تا ۲۰۱۱ثبت شده‌است. |
| گزارش جنگ عراق                   | اسناد محرمانه نظامی ایالات متحده که توسط ویکی لیکس در اکتبر ۲۰۱۰منتشر شد،۱۷۶۳۸۲مجروح، از جمله ۹۹٬۱۶۳مجروحیت غیرنظامی را بین ژانویه ۲۰۰۴تا دسامبر ۲۰۰۹ثبت کرده‌است.                                                                            |
| شمارش بدن عراق                   | پروژه شمارش بدن عراق گزارش داد که حداقل ۲۰۰۰۰غیرنظامی در اولین ماه‌های جنگ بین مارس و ژوئیه ۲۰۰۳مجروح شده‌اند. یک گزارش پیگیری اشاره کرد که حداقل ۴۲٬۵۰۰غیرنظامی در دو سال اول جنگ بین مارس ۲۰۰۳و مارس ۲۰۰۵زخمی شدند.                          |
| مأموریت کمک سازمان ملل برای عراق | هیئت معاونت سازمان ملل متحد برای عراق (یونامی) گزارش داد که در سال ۲۰۰۶،۳۶۶۸۵عراقی مجروح شدند. |
| وزارت بهداشت عراق                | بر اساس آماری که از سوابق رسمی ادارات بهداشت عراق به دست آمده‌است،وزارت بهداشت دولت عراق گزارش داد که در سال ۲۰۰۷،۳۸۶۰۹مجروح در عراق رخ داده‌است. بغداد با ۱۸۳۳۵مجروح، نینوا با ۶۲۱۷، بصره ۱۳۸۷و کرکوک با ۶۵۵مجروح در رتبه‌های بعدی قرار دارند. |

## آمار تکمیلی جنگ عراق
- عراقی‌ها:
- مرگبارترین بمب‌گذاری‌های شورشی:
  - ۱۴آگوست ۲۰۰۷.کامیون‌های بمب‌گذاری شده – بمب‌گذاری‌های سال ۲۰۰۷در جوامع ایزدی (در شمال غربی عراق):
    - ۷۹۶کشته
- سایر روزهای مرگبار:
  - ۲۳نوامبر ۲۰۰۶(۲۸۱کشته) و ۱۸آوریل ۲۰۰۷(۲۳۳کشته):
    - «۴بمب‌گذاری در بغداد حداقل ۱۸۳کشته برجای گذاشت… در سراسر کشور، تعداد افرادی که در روز چهارشنبه [،۱۸آوریل ۲۰۰۷،] کشته یا مرده پیدا شدند، ۲۳۳نفر بود که دومین روز مرگبار در عراق از زمانی که آسوشیتدپرس شروع به ثبت سوابق در می ۲۰۰۵کرد، بود. بر اساس شمارش AP، پنج انفجار خودروی بمب‌گذاری شده، گلوله‌های خمپاره و سایر حملات در ۲۳ نوامبر ۲۰۰۶در سرتاسر عراق باعث کشته شدن ۲۸۱نفر شدند.»[۵۶]

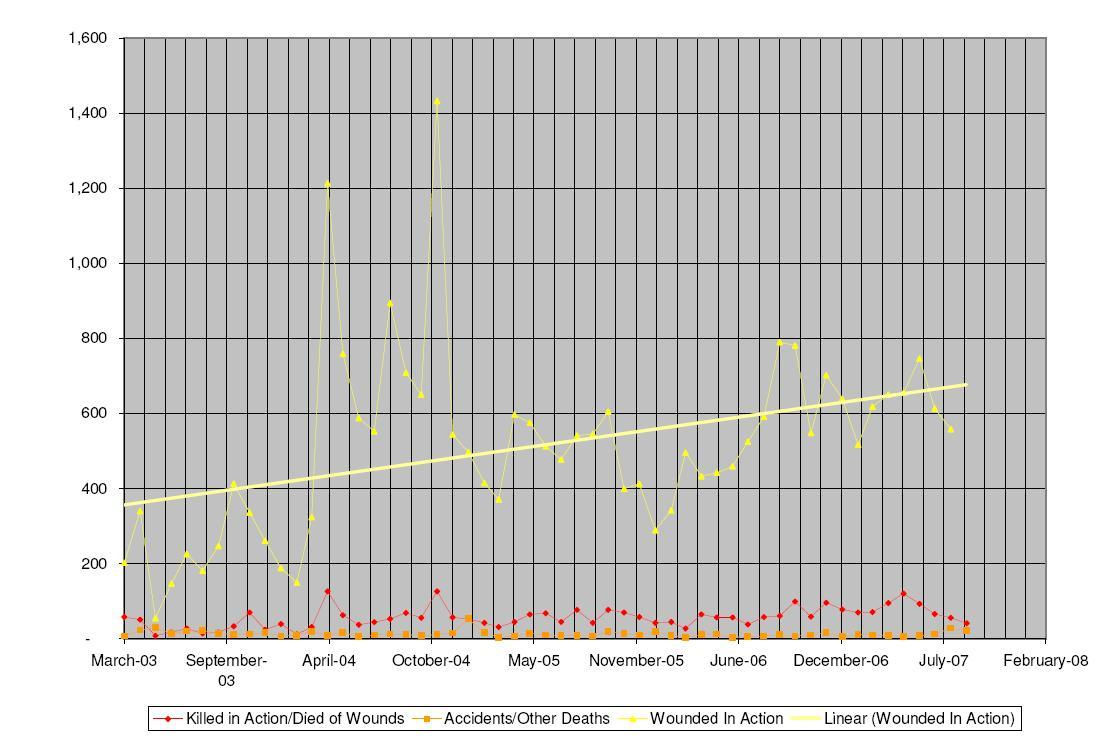
نمودار مجروحان ماهانه در عملیات نظامیان آمریکایی در عراق.

- از ۱۲ ژانویه ۲۰۰۷٬۵۰۰سرباز آمریکایی به دلیل جنگ عراق قطع عضو شدند. انگشتان پا و انگشتان دست حساب نمی‌شوند.
- تا ۳۰ سپتامبر ۲۰۰۶٬۷۲۵سرباز آمریکایی بر اثر جراحات وارده در عراق و افغانستان دست و پای خود را قطع کردند.[۵۷]
- یک مطالعه در سال ۲۰۰۶توسط مرکز پزشکی والتر رید، که نسبت به اکثر بیمارستان‌های VA به سربازان مجروح بدخیم خدمت می‌کند، به این نتیجه رسید که ۶۲درصد از بیماران در آنجا دچار آسیب مغزی شده‌اند.[۵۸]
- در مارس ۲۰۰۳، پرسنل نظامی ایالات متحده در عملیات به‌طور متوسط حدود ۳۵۰در ماه مجروح شدند. از سپتامبر ۲۰۰۷، این نرخ به حدود ۶۷۵در ماه افزایش یافته‌است.[۵۹]

- ارتش ایالات متحده: تعداد ناشناخته
  - مقاله ای در ۱۸اکتبر ۲۰۰۵،USA Today گزارش می‌دهد:
    - بر اساس اولین غربالگری دقیق پنتاگون از خروج نیروهای نظامی از منطقه جنگی، بیش از یک نفر از هر چهار سرباز آمریکایی با مشکلات سلامتی که نیاز به درمان پزشکی یا سلامت روان دارند، از جنگ عراق به خانه بازگشته اند.[۶۰]
- رزمندگان عراقی: تعداد نامعلوم

- در ۴نوامبر ۲۰۰۶،کمیساریای عالی سازمان ملل متحد برای پناهندگان تخمین زد که ۱٫۸ میلیون عراقی به کشورهای همسایه آواره شده بودند و ۱٫۶ میلیون‌ها نفر در داخل آواره شدند و تقریباً ۱۰۰۰۰۰عراقی هر ماه به سوریه و اردن می‌گریختند.[۶۱]

## تلفات حمله عراق
بنا بر گزارش‌ها، فرانک بلافاصله پس از حمله تخمین زد که تا ۹ آوریل۲۰۰۳، ۳۰۰۰۰تلفات عراقی وجود داشته‌است. این عدد برگرفته از متن مصاحبه در اکتبر۲۰۰۳وزیر دفاع ایالات متحده دونالد رامسفلد با روزنامه‌نگار باب وودوارد است. آنها در مورد تعداد گزارش شده توسط واشینگتن پست بحث می‌کردند. اما هیچ‌کدام نمی‌توانستند عدد را به وضوح به خاطر بسپارند، یا اینکه فقط برای کشته‌ها بود یا هم کشته‌ها و هم زخمی‌ها.
یک مقاله در ۲۸ مه ۲۰۰۳،گاردین گزارش داد که «از میزان مرگ و میر بین ۳تا ۱۰درصد که در واحدهای اطراف بغداد یافت شد، تعداد کشته‌شدگان بین ۱۳۵۰۰تا ۴۵۰۰۰نفر در میان سربازان و شبه‌نظامیان به دست آمد.»
یک مطالعه در ۲۰اکتبر ۲۰۰۳توسط پروژه جایگزین‌های دفاعی در مؤسسه مشترک المنافع در کمبریج، ماساچوست، تخمین زد که از ۱۹ مارس ۲۰۰۳تا ۳۰ آوریل۲۰۰۳، «مرگ احتمالی حدود ۱۱۰۰۰تا ۱۵۰۰۰عراقی، که ۳٬۰۰۰ الی ۴۳۰۰ غیرنظامی بودند»
پروژه شمارش بدن عراق (IBC) تعداد بیشتری از تلفات غیرنظامیان را تا پایان مرحله اصلی نبرد (۱می ۲۰۰۳) ثبت کرد. در گزارشی در سال ۲۰۰۵، با استفاده از اطلاعات به روز شده، پروژه شمارش بدن عراق گزارش داد که ۷۲۹۹غیرنظامی در درجه اول توسط نیروهای هوایی و زمینی ایالات متحده کشته شده‌اند. تا ۱می ۲۰۰۳ ،۱۷۳۳۸غیرنظامی مجروح شده‌اند. پروژه شمارش بدن عراق می‌گوید که ارقام آن احتمالاً دست کم گرفته شده‌است زیرا: «بسیاری از مرگ‌ها احتمالاً توسط مقامات و رسانه‌ها گزارش نشده یا ثبت نمی‌شوند.»

## تلفات غیرنظامیان عراقی

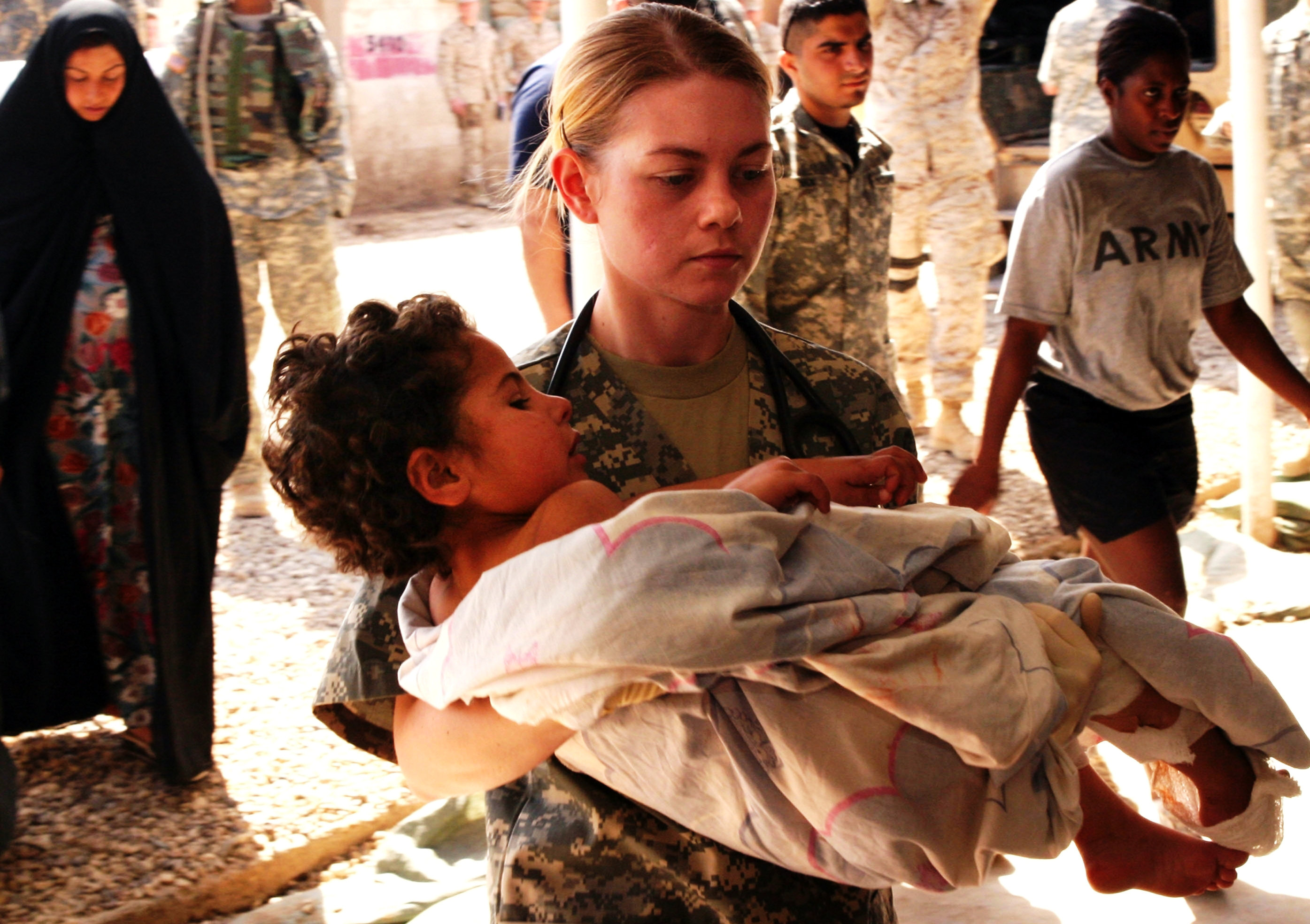
یک سرباز یک کودک عراقی مجروح را به مرکز پزشکی چارلی در کمپ رمادی، عراق می‌برد (۲۰مارس ۲۰۰۷).

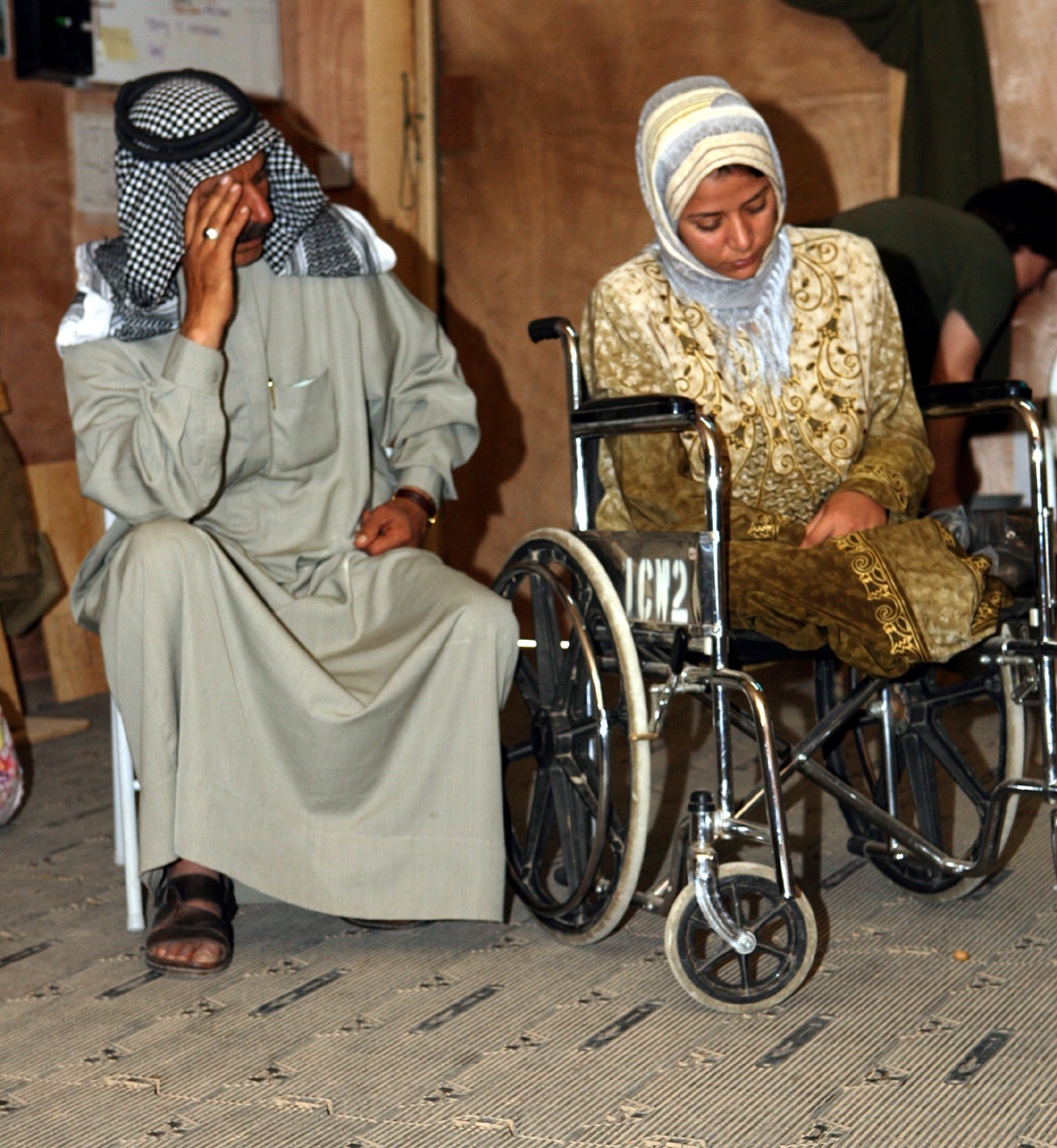
یک زن ۲۸ساله معلول عراقی در جریان عملیات جنگی هر دو پای خود را از دست داد (۷ مه ۲۰۰۶)

### پروژه شمارش بدن عراق (IBC)
یک گروه مستقل بریتانیایی-آمریکایی، پروژه شمارش بدن عراق (پروژه IBC) تلفات غیرنظامی عراقی را که در نتیجه جنگ از زمان تهاجم سال ۲۰۰۳و شورش‌ها و جنگ داخلی متعاقب آن، از جمله مواردی که مستقیماً در اثر عملیات نظامی ائتلاف، اقدامات نظامی عراق و عراق ایجاد شده‌اند، گردآوری می‌کند. شورش و آنهایی که از جنایات بیش از حد ناشی می‌شوند. پروژه شمارش بدن عراق معتقد است که مقامات اشغالگر مسئولیت جلوگیری از این مرگ و میرها را بر اساس قوانین بین‌المللی دارند.
پروژه شمارش بدن عراق محدوده ای از حداقل ۱۸۵۱۹۴تا ۲۰۸۱۶۷مرگ خشونت‌آمیز غیرنظامیان را تا ژوئن ۲۰۲۰در پایگاه داده خود ثبت کرده‌است. پروژه شمارش بدن عراق (IBC) اعداد خود را بر اساس «بررسی جامع از رسانه‌های تجاری و گزارش‌های مبتنی بر سازمان‌های غیردولتی، همراه با سوابق رسمی که در حوزه عمومی منتشر شده‌است» ثبت می‌کند. گزارش‌ها از گزارش‌های خاص و مبتنی بر حادثه تا ارقام از بیمارستان‌ها، سردخانه‌ها و سایر آژانس‌های جمع‌آوری داده‌های مستند را شامل می‌شود.» پروژه شمارش بدن عراق همچنین به افشاگری‌های ویکی لیکس در مورد گزارش جنگ عراق دسترسی پیدا کرد.
داده‌های پروژه شمارش بدن عراق نشان می‌دهد که نوع حمله ای که منجر به مرگ غیرنظامیان شد، اعدام پس از ربوده شدن یا دستگیری بود. اینها ۳۳درصد از مرگ غیرنظامیان را تشکیل می‌دهند و عمدتاً توسط عوامل ناشناس از جمله شورشیان، شبه نظامیان فرقه ای و جنایتکاران انجام شده‌است. ۲۹درصد از این مرگ‌ها شامل شکنجه بوده‌است. شایع‌ترین علل مرگ و میر زیر تیراندازی با سلاح‌های سبک با ۲۰درصد، بمب‌های انتحاری با ۱۴درصد، بمب‌های خودرویی با ۹درصد، بمب‌های کنار جاده ای با ۵درصد و حملات هوایی با ۵درصد بود.
پروژه شمارش بدن عراق گزارش داد که تا پایان مرحله اصلی نبرد دوره تهاجم تا ۳۰ آوریل ۲۰۰۳٬۷۴۱۹غیرنظامی عمدتاً توسط نیروهای هوایی و زمینی ایالات متحده کشته شدند.
پروژه شمارش بدن عراق گزارشی را منتشر کرد که در آن جزئیات مرگ و میرهایی را که بین مارس ۲۰۰۳و مارس ۲۰۰۵ثبت کرده بود،منتشر کرد که در آن ۲۴۸۶۵مرگ غیرنظامی ثبت شد. این گزارش می‌گوید که ایالات متحده و متحدانش مسئول بیشترین سهم (۳۷درصد) از ۲۴۸۶۵مرگ و میر بوده‌اند. بقیه تلفات مربوط به نیروهای ضد اشغالگر (۹٪)، جنایت (۳۶٪) و عوامل ناشناس (۱۱٪) بوده‌است. همچنین منابع اولیه مورد استفاده رسانه‌ها را فهرست می‌کند - سردخانه‌ها، پزشکان، مقامات عراقی، شاهدان عینی، پلیس، بستگان، ائتلاف ایالات متحده، روزنامه نگاران، سازمان‌های غیردولتی (NGO)، دوستان/همکاران و غیره.
بر اساس ارزیابی سال ۲۰۱۰توسط جان اسلوبودا، مدیر شمارش بدن عراق، نیروهای ایالات متحده و ائتلاف حداقل ۲۲۶۶۸شورشی و همچنین ۱۳۸۰۷غیرنظامی را در جنگ عراق کشته‌اند و بقیه غیرنظامیان توسط شورشیان، شبه نظامیان یا تروریست‌ها کشته شده‌اند.
پروژه شمارش بدن عراق توسط برخی از جمله محققان مورد انتقاد قرار گرفته‌است که معتقدند به دلیل اتکا به منابع رسانه ای تنها درصد کمی از تعداد مرگ و میرهای واقعی را به خود اختصاص می‌دهد. مدیر پروژه شمارش بدن عراق، جان اسلوبودا، اظهار داشت: «ما همیشه گفته‌ایم که کارمان کم شمار است، نمی‌توان انتظار داشت که یک تحلیل مبتنی بر رسانه همه مرگ‌ها را به همراه داشته باشد.» با این حال، پروژه شمارش بدن عراق بسیاری از این انتقادات را به عنوان اغراق‌آمیز یا نادرست رد می‌کند.
بر اساس مقاله لنست در سال ۲۰۱۳، شمارش بدن عراق «یک رویکرد آنلاین و رسانه محور بدون بازبینی اما نوآورانه است که به‌طور منفعلانه مرگ غیرنظامیان را همان‌طور که در رسانه‌ها و گزارش‌های موجود سردخانه ثبت می‌شد، شمارش می‌کرد.» در نظارت غیرفعال، هیچ تلاش خاصی برای یافتن مرگ‌هایی که گزارش نشده‌اند انجام نمی‌شود. کارکنان داوطلبی که داده‌ها را برای پروژه شمارش بدن عراق جمع‌آوری می‌کنند، به دلیل کمبود یا عدم تأیید مستقل، تنوع در منابع اصلی اطلاعات و دست کم گرفتن مرگ و میر ناشی از خشونت، در معرض این انتقاد قرار گرفته‌اند که داده‌های آنها ذاتاً مغرضانه است. در محافل تحقیقاتی، روش‌های پیمایش نمونه‌گیری خوشه‌ای مقطعی تصادفی، روش اپیدمیولوژیک دقیق‌تری در محیط‌های درگیری تلقی می‌شود.»

### جدول پروژه شمارش بدن عراق از مرگ‌های خشونت‌آمیز غیرنظامیان
در زیر مجموع تلفات خشونت‌آمیز غیرنظامیان پروژه شمارش بدن عراق سالانه به تفکیک ماه از ابتدای سال ۲۰۰۳می‌باشد. بالای صفحه پایگاه داده پروژه شمارش بدن عراق با جدول ۱۸۵ ,۱۹۴– ۲۰۸ ,۱۶۷"مرگ‌های غیرنظامی مستند بر اثر خشونت" را نشان می‌دهد. آن صفحه همچنین می‌گوید: «شکاف‌ها در ثبت و گزارش‌ها نشان می‌دهند که حتی بالاترین آمار ما تا به امروز ممکن است باعث از دست رفتن تعداد زیادی از غیرنظامیان در اثر خشونت شود».
| سال  | ژانویه | فبریه | مارس | آپریل | می   | ژوئن | جولای | اوت  | سپتامبر | اکتبر | نوامبر | دسامبر | سالانه جمع کل |
|      |        |       |      |       |      |      |       |      |         |       |        |        |               |
| ---- | ------ | ----- | ---- | ----- | ---- | ---- | ----- | ---- | ------- | ----- | ------ | ------ | ------------- |
| ۲۰۰۳ | ۳      | ۲     | ۳۹۷۷ | ۳۴۳۸  | ۵۴۵  | ۵۹۷  | ۶۴۶   | ۸۳۳  | ۵۶۶     | ۵۱۵   | ۴۸۷    | ۵۲۴    | ۱۲٬۱۳۳        |
| ۲۰۰۴ | ۶۱۰    | ۶۶۳   | ۱۰۰۴ | ۱۳۰۳  | ۶۵۵  | ۹۱۰  | ۸۳۴   | ۸۷۸  | ۱۰۴۲    | ۱۰۳۳  | ۱۶۷۶   | ۱۱۲۹   | ۱۱٬۷۳۷        |
| ۲۰۰۵ | ۱۲۲۲   | ۱۲۹۷  | ۹۰۵  | ۱۱۴۵  | ۱۳۹۶ | ۱۳۴۷ | ۱۵۳۶  | ۲۳۵۲ | ۱۴۴۴    | ۱۳۱۱  | ۱۴۸۷   | ۱۱۴۱   | ۱۶٬۵۸۳        |
| ۲۰۰۶ | ۱۵۴۶   | ۱۵۷۹  | ۱۹۵۷ | ۱۸۰۵  | ۲۲۷۹ | ۲۵۹۴ | ۳۲۹۸  | ۲۸۶۵ | ۲۵۶۷    | ۳۰۴۱  | ۳۰۹۵   | ۲۹۰۰   | ۲۹٬۵۲۶        |
| ۲۰۰۷ | ۳۰۳۵   | ۲۶۸۰  | ۲۷۲۸ | ۲۵۷۳  | ۲۸۵۴ | ۲۲۱۹ | ۲۷۰۲  | ۲۴۸۳ | ۱۳۹۱    | ۱۳۲۶  | ۱۱۲۴   | ۹۹۷    | ۲۶٬۱۱۲        |
| ۲۰۰۸ | ۸۶۱    | ۱۰۹۳  | ۱۶۶۹ | ۱۳۱۷  | ۹۱۵  | ۷۵۵  | ۶۴۰   | ۷۰۴  | ۶۱۲     | ۵۹۴   | ۵۴۰    | ۵۸۶    | ۱۰٬۲۸۶        |
| ۲۰۰۹ | ۳۷۲    | ۴۰۹   | ۴۳۸  | ۵۹۰   | ۴۲۸  | ۵۶۴  | ۴۳۱   | ۶۵۳  | ۳۵۲     | ۴۴۱   | ۲۲۶    | ۴۷۸    | ۵٬۳۸۲         |
| ۲۰۱۰ | ۲۶۷    | ۳۰۵   | ۳۳۶  | ۳۸۵   | ۳۸۷  | ۳۸۵  | ۴۸۸   | ۵۲۰  | ۲۵۴     | ۳۱۵   | ۳۰۷    | ۲۱۸    | ۴٬۱۶۷         |
| ۲۰۱۱ | ۳۸۹    | ۲۵۴   | ۳۱۱  | ۲۸۹   | ۳۸۱  | ۳۸۶  | ۳۰۸   | ۴۰۱  | ۳۹۷     | ۳۶۶   | ۲۸۸    | ۳۹۲    | ۴٬۱۶۲         |
| ۲۰۱۲ | ۵۳۱    | ۳۵۶   | ۳۷۷  | ۳۹۲   | ۳۰۴  | ۵۲۹  | ۴۶۹   | ۴۲۲  | ۴۰۰     | ۲۹۰   | ۲۵۳    | ۲۹۹    | ۴٬۶۲۲         |
| ۲۰۱۳ | ۳۵۷    | ۳۶۰   | ۴۰۳  | ۵۴۵   | ۸۸۸  | ۶۵۹  | ۱۱۴۵  | ۱۰۱۳ | ۱۳۰۶    | ۱۱۸۰  | ۸۷۰    | ۱۱۲۶   | ۹٬۸۵۲         |
| ۲۰۱۴ | ۱۰۹۷   | ۹۷۲   | ۱۰۲۹ | ۱۰۳۷  | ۱۱۰۰ | ۴۰۸۸ | ۱۵۸۰  | ۳۳۴۰ | ۱۴۷۴    | ۱۷۳۸  | ۱۴۳۶   | ۱۳۲۷   | ۲۰٬۲۱۸        |
| ۲۰۱۵ | ۱۴۹۰   | ۱۶۲۵  | ۱۱۰۵ | ۲۰۱۳  | ۱۲۹۵ | ۱۳۵۵ | ۱۸۴۵  | ۱۹۹۱ | ۱۴۴۵    | ۱۲۹۷  | ۱۰۲۱   | ۱۰۹۶   | ۱۷٬۵۷۸        |
| ۲۰۱۶ | ۱۳۷۴   | ۱۲۵۸  | ۱۴۵۹ | ۱۱۹۲  | ۱۲۷۶ | ۱۴۰۵ | ۱۲۸۰  | ۱۳۷۵ | ۹۳۵     | ۱۹۷۰  | ۱۷۳۸   | ۱۱۳۱   | ۱۶٬۳۹۳        |
| ۲۰۱۷ | ۱۱۱۹   | ۹۸۲   | ۱۹۱۸ | ۱۸۱۶  | ۱۸۷۱ | ۱۸۵۸ | ۱۴۹۸  | ۵۹۷  | ۴۹۰     | ۳۹۷   | ۳۴۶    | ۲۹۱    | ۱۳٬۱۸۳        |
| ۲۰۱۸ | ۴۷۴    | ۴۱۰   | ۴۰۲  | ۳۰۳   | ۲۲۹  | ۲۰۹  | ۲۳۰   | ۲۰۱  | ۲۴۱     | ۳۰۵   | ۱۶۰    | ۱۵۵    | ۳٬۳۱۹         |
| ۲۰۱۹ | ۳۲۳    | ۲۷۱   | ۱۲۳  | ۱۴۰   | ۱۶۶  | ۱۳۰  | ۱۴۵   | ۹۳   | ۱۵۱     | ۳۶۱   | ۲۷۴    | ۲۱۵    | ۲٬۳۹۲         |
| ۲۰۲۰ | ۱۱۴    | ۱۴۷   | ۷۳   | ۵۰    | ۷۴   | ۶۴   | ۴۷    | ۸۱   | ۵۴      | ۷۰    | ۷۴     | ۵۴     | ۹۰۲           |

### کفه مردم
حزب سیاسی عراق «کفه» یا مبارزه علیه هژمونی (پ.ک. ک) گفت که بررسی‌های انجام شده بین مارس و جون ۲۰۰۳در سراسر مناطق غیر کرد عراق ۳۶۵۳۳غیرنظامی را تا ژانویه ۲۰۰۳در این مناطق کشت. در حالی که دقیق شهر به شهر بالغ توسط سخنگوی پ.ک. ک داده شد، اطلاعات روش بسیار ضعیف هستند و داده‌های خام است در مالکیت عمومی نیست. گزارش هنوز کمتر دقیق در مورد این مطالعه چند ماه بعد ظاهر شد الجزیرهوب سایت، و تحت پوشش تلفات تا اکتبر2003.

## بحران پناهندگان عراقی
سازمان ملل در سال۲۰۰۷ گزارش داد که تقریباً ۴۰درصد از طبقه متوسط عراق فرار کرده‌اند. بیشتر آنها از آزار و شکنجه سیستماتیک فرار می‌کنند و تمایلی به بازگشت ندارند. همه نوع مردم، از اساتید دانشگاه گرفته تا نانواها، مورد هدف شبه نظامیان، شورشیان عراقی قرار گرفته‌اند. طبق گزارش دیده‌بان حقوق بشر، حدود ۳۳۱معلم مدرسه در چهار ماه اول سال ۲۰۰۶کشته شدند و حداقل ۲۰۰۰پزشک عراقی از زمان تهاجم ایالات متحده در سال ۲۰۰۳کشته و ۲۵۰نفر ربوده شده‌اند.

## تلفات نظامی ائتلاف
الگو:Coalition casualties in Iraq

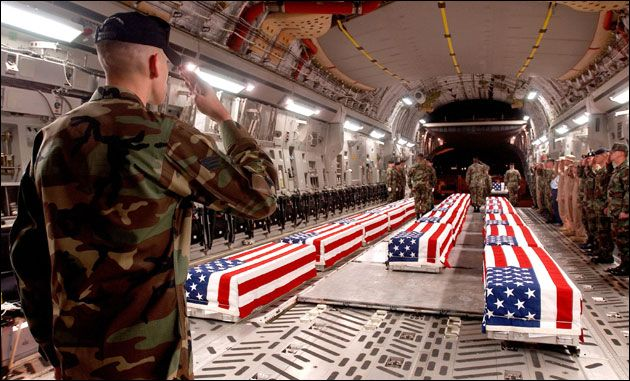
اکثر تلفات ایالات متحده، مانند این در یک هواپیمای حمل و نقل نظامی C-17، به پایگاه نیروی هوایی دوور در دوور، دلاور بازمی‌گردند. (تاریخ نامعلوم)

از زمان تحویل رسمی قدرت به دولت موقت عراق در ۲۸ ژوئن ۲۰۰۴، سربازان ائتلاف همچنان در شهرهای سراسر عراق مورد حمله قرار گرفته‌اند.
رادیو عمومی ملی،iCasualties.org و GlobalSecurity.org نمودارهای ماه به ماه از کشته شدن سربازان آمریکایی در جنگ عراق دارند.

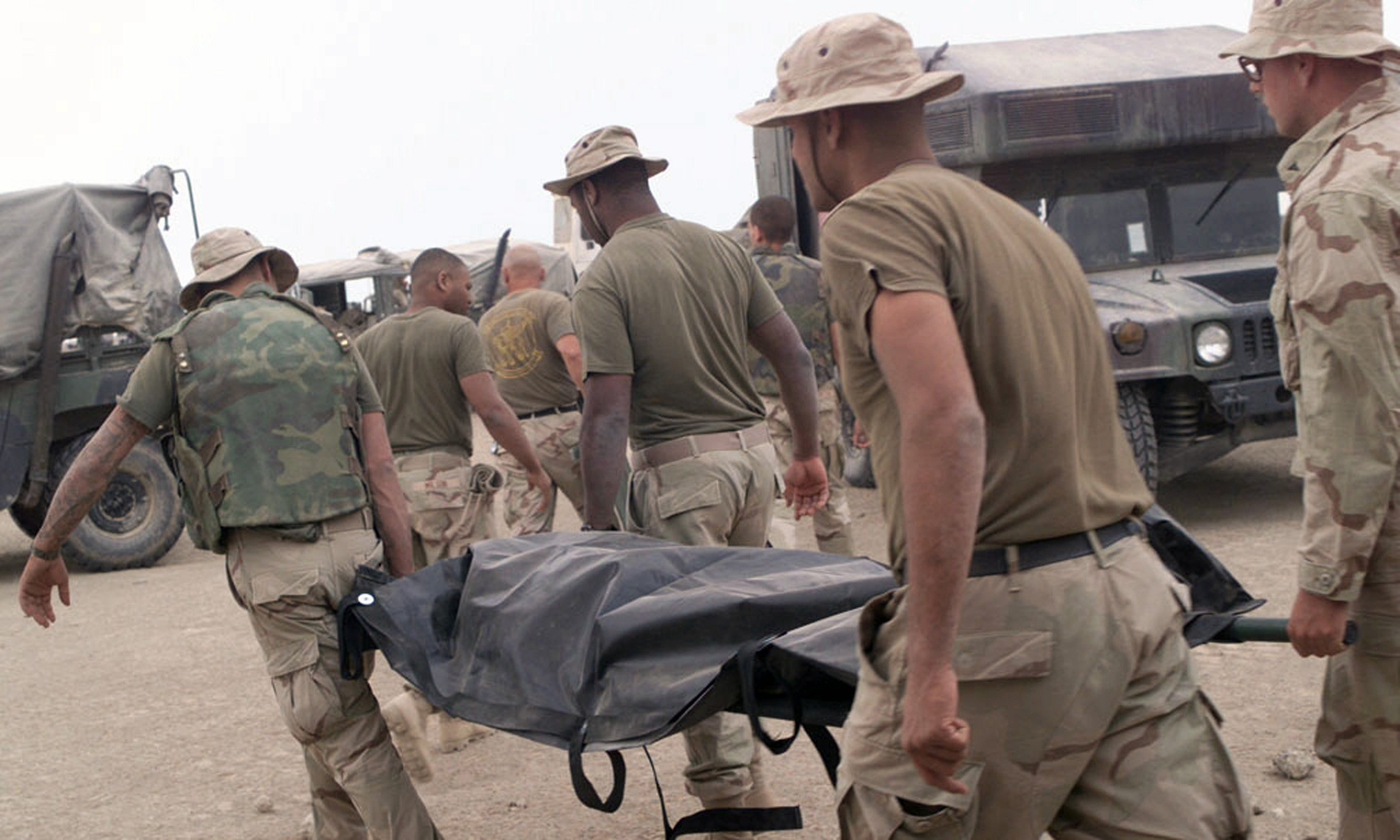
یک تفنگدار دریایی ایالات متحده که در آوریل ۲۰۰۳کشته شد، پس از دریافت آخرین مناسک خود رانده شد.

مجموع تلفات ائتلاف و پیمانکاران در این درگیری اکنون ده برابر جنگ خلیج فارس ۱۹۹۰–۱۹۹۱است. در جنگ خلیج فارس، نیروهای ائتلاف متحمل حدود ۳۷۸کشته شدند و در میان ارتش عراق، ده‌ها هزار نفر به همراه هزاران غیرنظامی کشته شدند.

### سربازانی که بیمار، مجروح یا زحمی شده‌اند
برای مشاهده اعداد اخیر، نمودار نمای کلی را در بالای صفحه ببینید.
در ۲۹ اوت ۲۰۰۶،کریستین ساینس مانیتور گزارش داد: «به‌عنوان مثال، به دلیل زره‌های بدن جدید و پیشرفت‌های پزشکی نظامی، نسبت مرگ و میر در مناطق جنگی به مجروحان از ۲۴درصد در ویتنام به ۱۳درصد کاهش یافته‌است. در عراق و افغانستان به عبارت دیگر، تعداد کشته شدگان به عنوان درصدی از تلفات کلی کمتر است.»

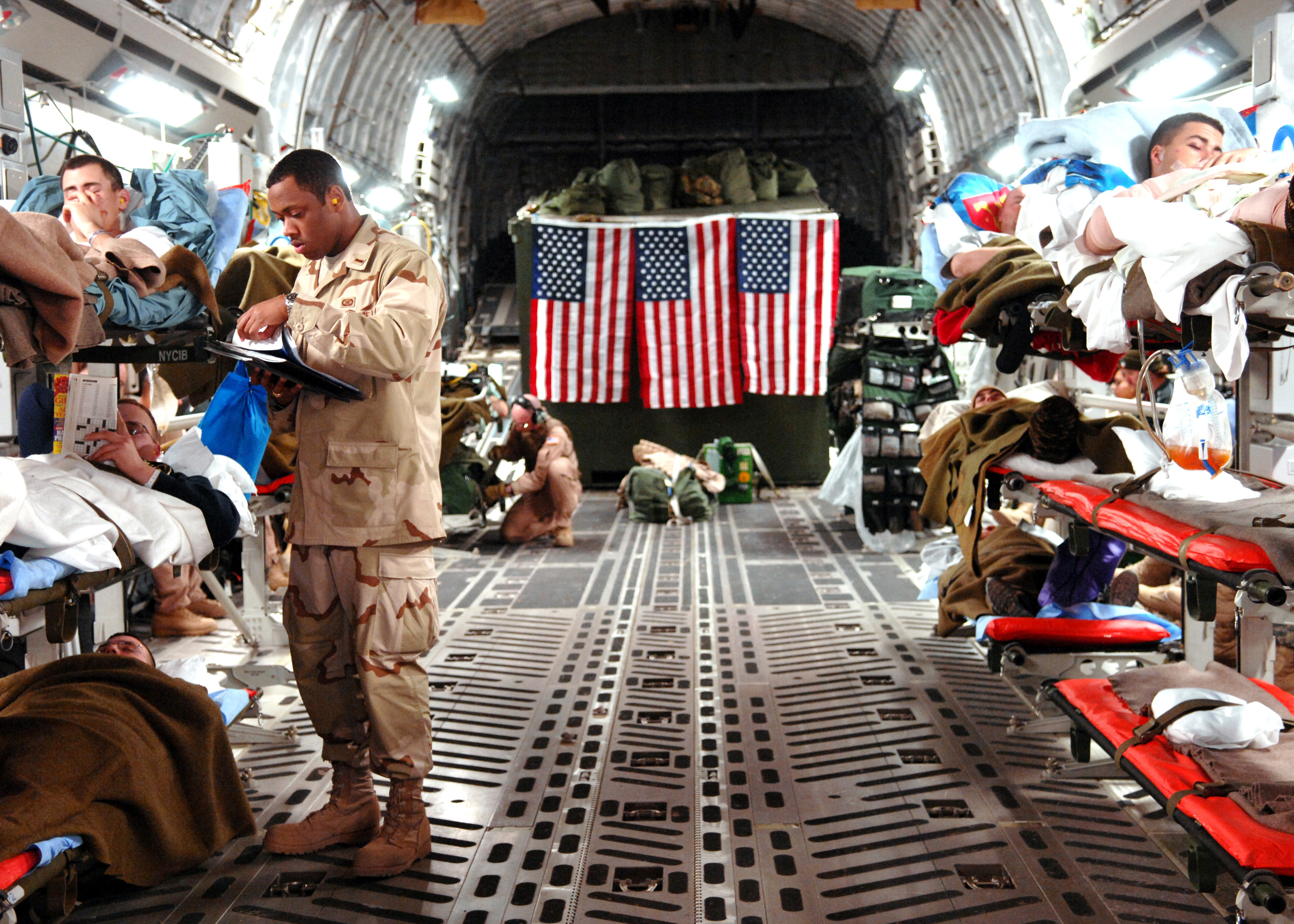
پرسنل مجروح آمریکایی برای مداوا از عراق به پایگاه هوایی رامشتاین آلمان منتقل شدند. (فوریه ۲۰۰۷)

بسیاری از کهنه سربازان آمریکایی در جنگ عراق طیف وسیعی از مشکلات سلامتی جدی را گزارش کرده‌اند، از جمله تومورها، خون روزانه در ادرار و مدفوع، اختلال عملکرد جنسی، میگرن، اسپاسم‌های مکرر عضلانی، و سایر علائم مشابه علائم ناتوان کننده " سندرم جنگ خلیج فارس " گزارش شده‌است. توسط بسیاری از کهنه سربازان جنگ خلیج فارس در سال ۱۹۹۱، که برخی معتقدند به استفاده ایالات متحده از اورانیوم ضعیف شده رادیواکتیو مربوط می‌شود.
مطالعه ای بر روی کهنه سربازان آمریکایی که در جولای ۲۰۰۴در مجله پزشکی نیوانگلند در مورد اختلال استرس پس از سانحه (PTSD) و سایر اختلالات روانی در جانبازان عراق و افغانستان منتشر شد، نشان داد که ۵تا ۹٫۴درصد (بسته به سختگیری تعریف اختلال اضطراب پس از سانحه استفاده شده) قبل از اعزام از اختلال اضطراب پس از سانحه رنج می‌برد. پس از استقرار، ۶٫۲تا ۱۹٫۹درصد از اختلال اضطراب پس از سانحه رنج می‌بردند. برای تعریف گسترده اختلال اضطراب پس از سانحه که نشان دهنده افزایش ۱۰٫۵درصدی است (۱۹٫۹درصد - ۹٫۴درصد = ۱۰٫۵درصد). این ۱۰۵۰۰مورد اضافی اختلال اضطراب پس از سانحه به ازای هر ۱۰۰۰۰۰سرباز آمریکایی پس از خدمت در عراق است. مجله رسانه اتوبوس پلوری، یک مجموعه مستقل روزنامه‌نگاری شهروندی، رویدادهای احتمالی، احتمالی یا تأیید شده پس از استقرار یا موارد منطقه رزمی را در جدول زمانی اختلال اضطراب پس از سانحه خود ردیابی و فهرست‌نویسی می‌کند.
اطلاعات در مورد جراحات وارده به سربازان سایر کشورهای ائتلاف کمتر در دسترس است، اما بیانیه ای در هانسار نشان می‌دهد که ۲۷۰۳سرباز بریتانیایی به دلیل جراحات یا جراحات تا ۴ اکتبر ۲۰۰۴از نظر پزشکی از عراق خارج شده‌اند و ۱۵۵سرباز بریتانیایی نیز در این حادثه زخمی شده‌اند.
لیشمانیوز توسط نیروهای آمریکایی مستقر در عراق گزارش شده‌است، از جمله لیشمانیوز احشایی. که از طریق گاز گرفتن کک‌های شنی منتشر می‌شود، در صدها سرباز آمریکایی در مقایسه با ۳۲نفر در طول جنگ اول خلیج فارس تشخیص داده شد.

### تصادفات و سهل انگاری
بر اساس گزارش وزارت دفاع، تا اوت ۲۰۰۸، شانزده سرباز آمریکایی بر اثر برق گرفتگی تصادفی در عراق جان باختند. یکی از سربازان زیر دوش برق گرفت و دیگری در استخر. کی‌بی‌آر، پیمانکار مسئول، توسط کارکنان نسبت به اقدامات ناایمن هشدار داده شده بود و در پی افشاگری‌ها مورد انتقاد قرار گرفت.

### جنجال شبانه
تد کوپل، مجری برنامه شبانه ای بی سی، تمام برنامه خود را در ۳۰ آوریل ۲۰۰۴به خواندن اسامی ۷۲۱نفر از ۷۳۷سرباز آمریکایی که تاکنون در عراق کشته شده بودند اختصاص داد. (نمایش نتوانسته بود ۱۶نام باقی مانده را تأیید کند. گروه پخش سینکلر با این ادعا که این پخش «به انگیزه یک برنامه سیاسی طراحی شده برای تضعیف تلاش‌های ایالات متحده در عراق» انجام شده‌است، هفت ایستگاه وابسته به شبکه ای بی سی تحت کنترل خود را از پخش برنامه منع کرد. تصمیم برای سانسور این برنامه مورد انتقاد هر دو طرف قرار گرفت، از جمله اعضای نیروهای مسلح، مخالفان جنگ، MoveOn.org، و به ویژه سناتور جمهوری‌خواه ایالات متحده، جان مک کین، که این اقدام را «غیر میهنی» و «یک زیان فاحش» خواند.

### قطع عضوها

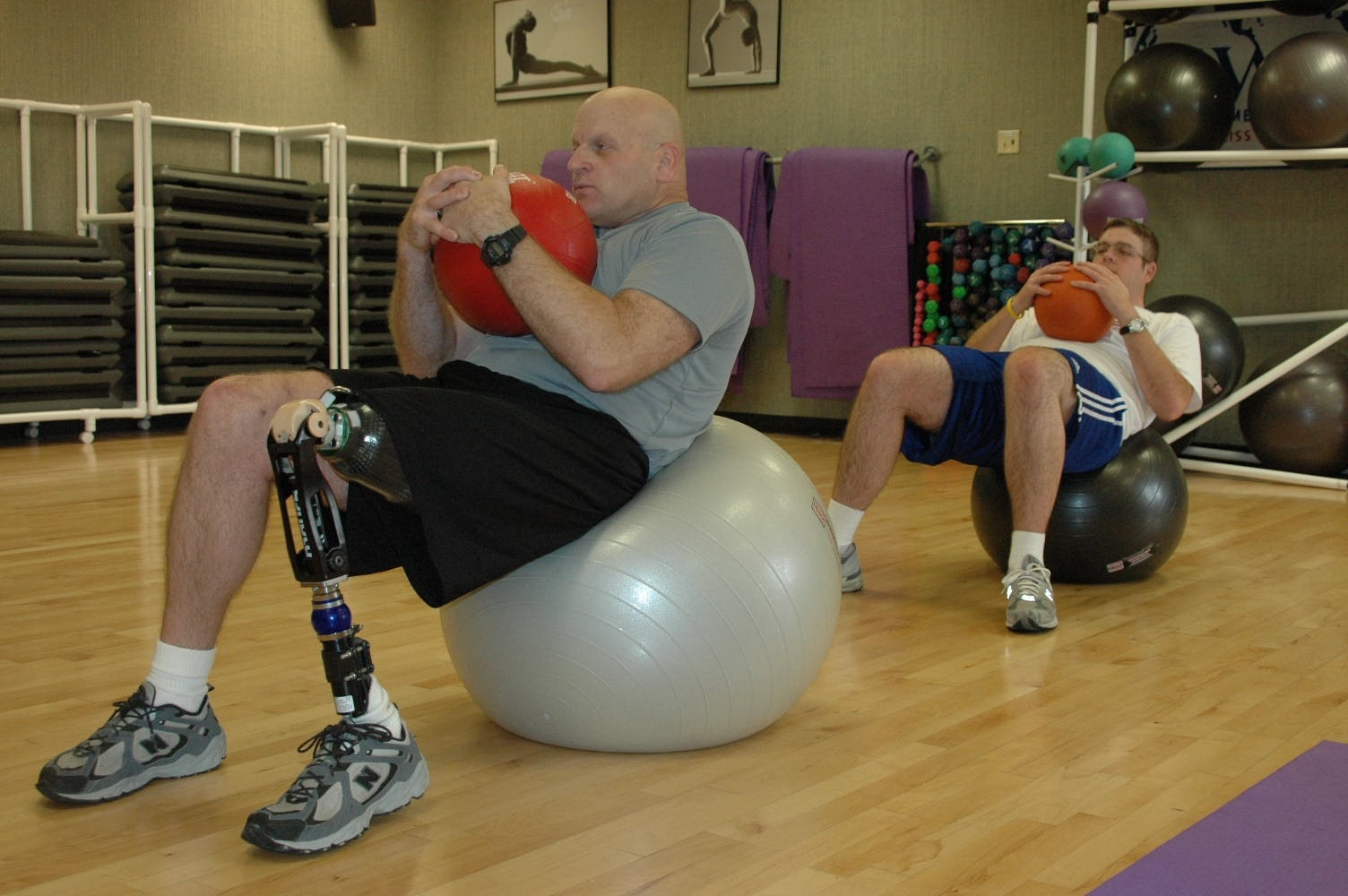
سرباز آمریکایی قطع عضو (فوریه ۲۰۰۷)

تا ۱۸ ژانویه ۲۰۰۷، حداقل ۵۰۰نفر از آمریکایی‌ها به دلیل جنگ عراق قطع شده بودند. در سال ۲۰۱۶، این تعداد ۱۶۵۰سرباز آمریکایی تخمین زده شد. برآورد سال ۲۰۰۷نشان می‌دهد که افراد قطع عضو ۲٫۲درصد از ۲۲۷۰۰سرباز آمریکایی مجروح شده در عملیات را تشکیل می‌دهند (۵درصد برای سربازانی که زخم‌هایشان مانع از بازگشت آنها به وظیفه می‌شود).

### آسیب‌های تروماتیک مغزی
تا مارس ۲۰۰۹،پنتاگون تخمین زد که ۳۶۰۰۰۰کهنه سرباز آمریکایی در درگیری‌های عراق و افغانستان ممکن است دچار آسیب‌های مغزی (TBI) شده باشند، از جمله ۴۵۰۰۰تا ۹۰۰۰۰جانباز با علائم مداوم که نیاز به مراقبت‌های تخصصی دارند.
در فوریه ۲۰۰۷، یک متخصص از وزارت امور کهنه‌سربازان ایالات متحده آمریکا تخمین زد که تعداد آسیب‌های مغزی تشخیص داده نشده بیش از ۷۵۰۰ است.
بر اساس گزارش یو اس ای تودی، تا نوامبر ۲۰۰۷، بیش از ۲۰۰۰۰سرباز آمریکایی وجود داشتند که علائم آسیب مغزی داشتند بدون اینکه در جنگ در عراق و افغانستان به عنوان مجروح طبقه‌بندی شوند.

### بیماری روانی و خودکشی
یک روانپزشک ارشد ارتش ایالات متحده، سرهنگ چارلز هوگ، در مارس ۲۰۰۸گفت که نزدیک به ۳۰درصد از سربازان در سومین استقرار خود از مشکلات جدی سلامت روانی رنج می‌برند و یک سال فاصله بین تورهای رزمی کافی نیست.
مقاله ای در ۱۲ مارس ۲۰۰۷،تایم در مورد یک مطالعه منتشر شده در نشریه جاما گزارش داد. حدود یک سوم از ۱۰۳۷۸۸جانبازی که از جنگ عراق و افغانستان بازگشته بودند بین ۳۰ سپتامبر ۲۰۰۱تا ۳۰ سپتامبر ۲۰۰۵در مراکز وزارت امور کهنه سربازان ایالات متحده مشاهده شدند، با بیماری روانی یا یک اختلال روانی-اجتماعی، مانند بی خانمانی و مشکلات زناشویی، از جمله خشونت خانگی. بیش از نیمی از افرادی که تشخیص داده شدند، ۵۶درصد، از بیش از یک اختلال رنج می‌بردند. شایع‌ترین ترکیب، اختلال استرس پس از سانحه و افسردگی بود.
در ژانویه ۲۰۰۸، ارتش ایالات متحده گزارش داد که میزان خودکشی در میان سربازان در سال ۲۰۰۷بالاترین میزان از زمان شروع شمارش ارتش در سال ۱۹۸۰بوده‌است. ۱۲۱مورد خودکشی در سال ۲۰۰۷رخ داد که جهشی ۲۰درصدی نسبت به سال قبل است. همچنین در سال ۲۰۰۷حدود ۲۱۰۰اقدام به خودکشی و خود جراحتی صورت. منابع دیگر تخمین‌های بالاتری را نشان می‌دهند.
داده‌های موجود در پنجمین گزارش تیم مشاوره سلامت روان ارتش نشان می‌دهد که بر اساس یک نظرسنجی ناشناس از سربازان آمریکایی که در پاییز گذشته انجام شد، حدود ۱۲درصد از نیروهای رزمی در عراق و ۱۷درصد از آن‌ها در افغانستان داروهای ضدافسردگی یا قرص‌های خواب‌آور را برای کمک مصرف می‌کنند. آنها کنار می‌آیند… حدود یک سوم سربازان در افغانستان و عراق می‌گویند که نمی‌توانند در صورت نیاز به یک متخصص سلامت روان مراجعه کنند. زمانی که تعداد نیروها در عراق ۳۰۰۰۰نفر در سال گذشته افزایش یافت، تعداد کارکنان بهداشت روان ارتش ثابت ماند - حدود ۲۰۰نفر - که مشاوره و مراقبت را سخت‌تر کرد.
این نظرسنجی نشان می‌دهد که عدم تعادل بین دیدن قیمت جنگ از نزدیک و در عین حال عدم توانایی انجام کار زیادی در مورد آن، به احساس «ترس شدید، درماندگی یا وحشت» کمک می‌کند که بذر پریشانی روانی را می‌کارد. یک کامنت معمولی بود: «یکی از دوستان در موقعیت راننده روی تانک مایع شد و من همه چیز را دیدم.» دیگری: «بمب بزرگ سر دوستم را در ۵۰متری من منفجر کرد.» روانپزشکان نظامی می‌گویند که چنین صحنه‌های پاک نشدنی - و تعجب که صحنه بعدی کی و کجا اتفاق می‌افتد - هزاران سرباز را به سمت مصرف داروهای ضد افسردگی سوق می‌دهد.

## تلفات شورشیان عراقی
تخمین مجموع تلفات شورشیان دشوار است. به گفته ارتش آمریکا در سال ۲۰۰۳٬۵۹۷شورشی کشته شدند. از ژانویه ۲۰۰۴تا دسامبر ۲۰۰۹(بدون احتساب می ۲۰۰۴و مارس ۲۰۰۹)، بر اساس گزارش‌های سربازان ائتلاف در خط مقدم، تخمین زده می‌شود که ۲۳۹۸۴شورشی کشته شده‌اند. در دو ماه از گمشده‌ها برآورد شده، ۶۵۲نفر در می ۲۰۰۴کشته شدند ۴۵نفر در مارس ۲۰۰۹کشته شدند. در سال ۲۰۱۰ ،۶۷۶شورشی دیگر کشته شدند. در ژانویه و مارس تا اکتبر ۲۰۱۱ ،۴۵۱شورشی کشته شدند. بر اساس همه این تخمین‌ها، حدود ۲۶۴۰۵شورشی/ شبه نظامی از سال ۲۰۰۳تا اواخر سال ۲۰۱۱کشته شدند.
با این حال، این تعداد می‌تواند در مقایسه با واقعیت کم باشد. شورشیان درگیر شده بین یکدیگر و کشته شدگان بیماری به حساب نمی‌آیند. بین ارقام منتشر شده توسط ارتش آمریکا و ارقام منتشر شده توسط دولت عراق تناقضاتی وجود دارد. به عنوان مثال، تعداد شورشیان کشته شده ارتش ایالات متحده در سال ۲۰۰۵ ،۳۲۴۷نفر است که در مقابل رقم ۱۷۳۴نفری دولت عراق است، اما به دلیل ترس از تلفات غیرنظامیان، تعداد آنها کاهش یافته‌است. در سال ۲۰۰۷ ،۴۵۴۴شبه نظامی بر اساس وزارتخانه‌های عراق کشته شدند، در حالی که ارتش ایالات متحده ادعا کرد که ۶۷۴۷نفر کشته شده‌اند. همچنین، در سال ۲۰۰۸ ،۲۰۲۸شورشی کشته شدند و در سال ۲۰۰۹، به استثنای ماه ژوئن، ۴۸۸شورشی طبق آمار وزارت دفاع عراق کشته شدند. این اعداد همچنین با تخمین ارتش ایالات متحده در مورد ۳۹۸۴کشته در سال ۲۰۰۸و ۲۰۰۹مطابقت ندارد.
ارتش ایالات متحده و وزارت دفاع عراق ارقامی از جمله بمب‌گذاران انتحاری را ارائه کردند
- ۲۰۱۱–۴۵۱(بدون احتساب فوریه و اوت)
- ۲۰۱۰– ۶۷۶
- ۲۰۰۹–۴۸۸(بدون احتساب ژوئن)
- ۲۰۰۸– ۲۰۲۸
- ۲۰۰۷– ۶۷۴۷(ارتش ایالات متحده)، ۴۵۴۴(وزارت دفاع عراق)
- ۲۰۰۶– ۳۹۰۲
- ۲۰۰۵– ۳۲۴۷(ارتش ایالات متحده)، ۱۷۳۴(وزارت دفاع عراق)
- ۲۰۰۴– ۶۸۰۱
- ۲۰۰۳–۶۰۳

علاوه بر این، تا ۲۲ اوت ۲۰۰۹، تقریباً ۱۷۱۹بمب‌گذار انتحاری نیز کشته شده بودند.
- ۲۰۰۹–۷۳
- ۲۰۰۸–۲۵۷
- 2007- 442[۱۱۲]
- 2006- 297[۱۱۲][۱۱۳]
- 2005- 478[۱۱۴]
- 2004- 140[۱۱۴]
- ۲۰۰۳(از اوت تا دسامبر) - 32[۱۱۵]

کل کل – ۲۱۲۲۱–۲۶۴۰۵شورشی کشته شدند
در ۲۸ سپتامبر ۲۰۰۶، یکی از رهبران القاعده ادعا کرد که ۴۰۰۰شورشی خارجی در این جنگ کشته شده‌اند.
در ۶ ژوئن ۲۰۰۸، یک مقام ارتش عراق فاش کرد که حدود ۶۰۰۰جنگجوی القاعده در میان شورشیان کشته شده از زمان شروع جنگ تا آوریل ۲۰۰۸بودند
ارتش ایالات متحده همچنین از تعداد شورشیان مظنونی که بازداشت، دستگیر یا دستگیر شده‌اند، گزارش داد. از ژوئن ۲۰۰۳تا اوت ۲۰۰۷، ارتش ایالات متحده گزارش داد که ۱۱۹۷۵۲نفر در مقابل ۱۸۸۳۲نفر کشته شده‌اند.

## تلفات پیمانکار
تا جولای ۲۰۰۷، وزارت کار ۹۳۳مورد مرگ پیمانکاران را در عراق ثبت کرد. تا آوریل ۲۰۰۷، بازرس کل ویژه برای بازسازی عراق اعلام کرد که تعداد کشته شدگان پیمانکاران غیرنظامی در پروژه‌های تحت حمایت آمریکا در عراق ۹۱۶نفر بود در ژانویه ۲۰۰۷،هیوستون کرونیکل گزارش داد که پنتاگون مرگ پیمانکاران در عراق را ردیابی نکرده‌است. در ژانویه ۲۰۱۷، حدود ۷۷۶۱پیمانکار در عراق مجروح شده بودند، اما ملیت آنها مشخص نبود. در پایان سال ۲۰۰۶، پیمانکاران غیرنظامی متحمل «۳۳۶۷ جراحت به حدی جدی شدند که به چهار روز یا بیشتر مرخصی از کار نیاز داشتند.» وزارت کار این اعداد را داشت زیرا مطالبات غرامت کارگران توسط کارگران مجروح یا خانواده‌های پیمانکاران کشته شده را تحت قانون پایگاه دفاعی فدرال پیگیری می‌کرد.

## پیامدهای سلامتی
تا نوامبر ۲۰۰۶، گزارش‌هایی مبنی بر وخامت قابل توجه سیستم بهداشت و درمان عراق در نتیجه جنگ منتشر شد.
در سال ۲۰۰۷، یک مطالعه انجمن روانپزشکان عراق و سازمان جهانی بهداشت نشان داد که ۷۰درصد از ۱۰۰۰۰دانش آموز ابتدایی در بخش شعب در شمال بغداد از علائم مرتبط با تروما رنج می‌برند.
مقالات بعدی در لنست و الجزیره نشان می‌دهد که تعداد موارد نقایص مادرزادی، سرطان، سقط جنین، بیماری و زایمان زودرس ممکن است پس از جنگ‌های اول و دوم عراق، به دلیل وجود اورانیوم ضعیف شده و مواد شیمیایی معرفی شده در طول جنگ، افزایش چشمگیری داشته باشد. حملات آمریکا به ویژه در اطراف فلوجه، بصره و جنوب عراق.

## مجموع تلفات عراقی‌ها
تخمین تعداد کل کشته شدگان جنگ عراق بسیار مورد مناقشه است. به گفته کیت کراوز از مؤسسه عالی ژنو، «به نظر می‌رسد اتفاق نظر این است که حدود ۱۵۰۰۰۰نفر در نتیجه جنگ بین سال‌های ۲۰۰۳و ۲۰۰۶به طرز خشونت‌آمیزی کشته شدند.»

### تلفات ناشی از خشونت جنایی و سیاسی

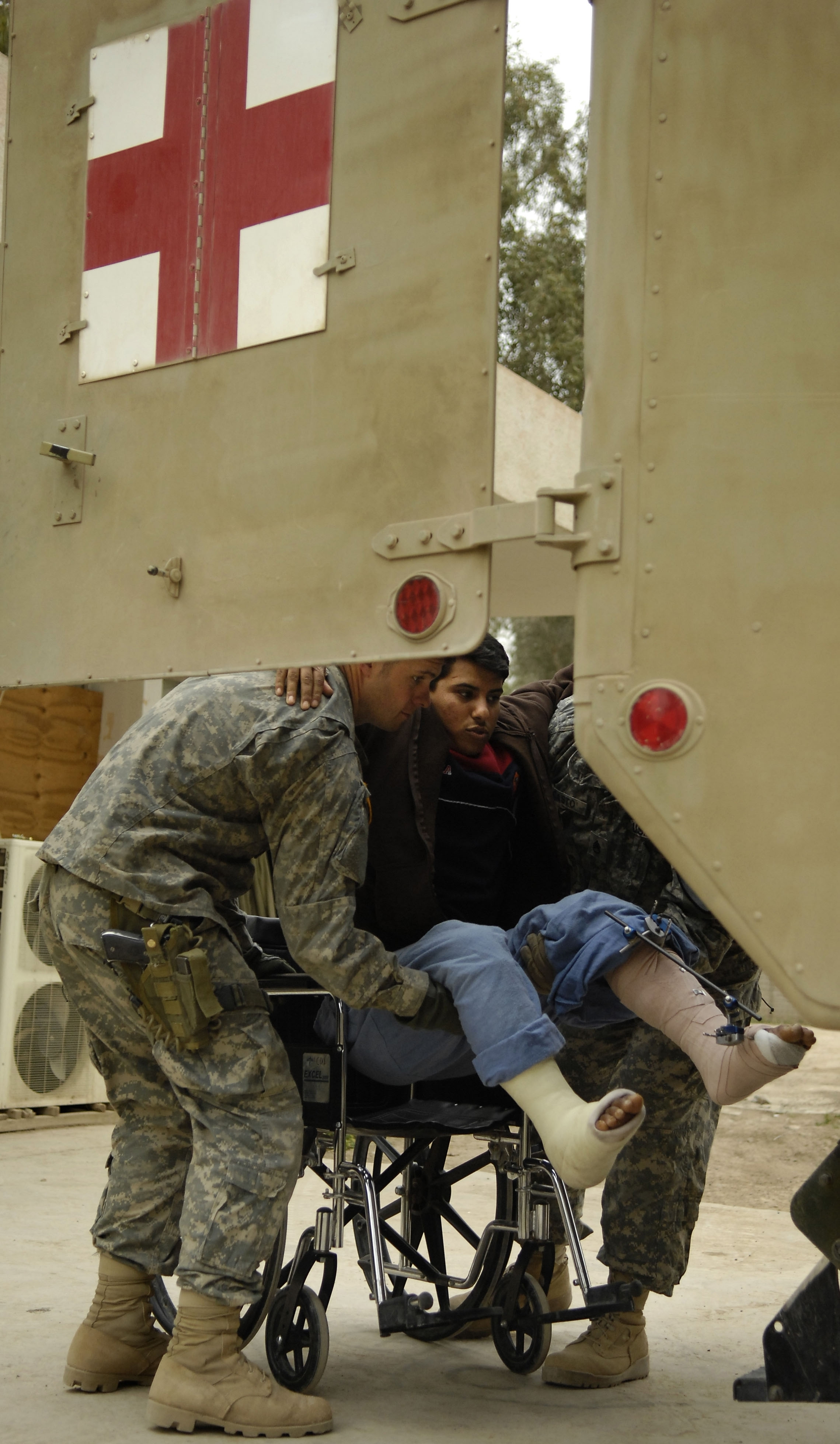
پزشکان ارتش ایالات متحده یک افسر پلیس عراقی مجروح را به داخل آمبولانس بردند (مارس ۲۰۰۷)

در ماه مه۲۰۰۴ اسوشیتد پرس یک نظرسنجی را تکمیل کرد از سردخانه‌ها در بغداد و استان‌های اطراف. این نظرسنجی شمارش مرگ و میر خشونت از۱می۲۰۰۳, زمانی که رئیس‌جمهور بوش پایان عملیات جنگی بزرگ تا ۳۰اپریل۲۰۰۴ اعلام شد.
در بغداد شهری حدود ۵٫۶بر اساس ارقام ارائه شده توسط کیس حسن، مدیر آمار مؤسسه پزشکی قانونی بغداد، که اداره سردخانه‌های شهر را بر عهده دارد، در ۱۲ماه منتهی به ۳۰آوریل[۲۰۰۴]میلیون و ۴۲۷۹نفر کشته شدند. «قبل از جنگ، یک دولت قوی، امنیت قوی وجود داشت. او در جریان بازدید خبرنگار آسوشیتدپرس از سردخانه گفت: تعداد زیادی پلیس در خیابان‌ها حضور داشتند و هیچ سلاح غیرقانونی وجود نداشت. "اکنون کنترل‌های کمی وجود دارد. جنایت، قتل‌های انتقام جویانه، خشونت بسیار وجود دارد.» حسن گفت که این رقم شامل اکثر افراد کشته شده در بمب‌گذاری‌های بزرگ تروریستی نمی‌شود. علت مرگ در چنین مواردی واضح است، بنابراین اجساد معمولاً به سردخانه منتقل نمی‌شوند، بلکه مستقیماً به خانواده قربانیان داده می‌شوند. همچنین، اجساد جنگجویان کشته شده از گروه‌هایی مانند ارتش المهدی به ندرت به سردخانه منتقل می‌شود.

## پیوندها و مراجع خارجی
(پیوندهای اضافی در دو بخش مرجع بالاتر یافت نشد)
فقط تلفات نظامی آمریکا
- "چهره‌های افتادگان" بایگانی‌شده  در اکتبر ۱۲, ۲۰۰۶ توسط Wayback Machine پایگاه داده واشینگتن پست از تمام تلفات نیروهای آمریکایی از عملیات آزادی عراق (OIF) و عملیات آزادی پایدار (OEF)
- "نگاهی به کسانی که در عراق مردند"، تعاملی نیویورک تایمز
- تلفات نظامی ایالات متحده، وزارت دفاع ایالات متحده
- "مرگ‌های نظامی ایالات متحده در باتلاق عراق بوش"، نمودار
- تلفات ایالات متحده در عراق، globalsecurity.org
- زخمی شدن پرسنل نظامی ایالات متحده در عراق و افغانستان: سیاهه ای در حال اجرا.
- "تلفات جنگ ایالات متحده همانطور که توسط وزارت دفاع ۲۰۰۳-۲۰۰۷ اعلام شد". فهرستی از تلفات نظامی ایالات متحده به ترتیب تاریخ از سال ۲۰۰۳ و هر روز به روز می‌شود.
- پروژه بیوه آمریکایی – منابع.
- "قلب بنفش" - مستندی با تلفات ارتش ایالات متحده مصاحبه می‌کند. به زبان انگلیسی با بخش بسیار کوتاه به زبان هلندی که زیرنویس انگلیسی ندارد.
- Prozac, Paxil, Zoloft, Wellbutrin, Celexa, Effexor, Valium, Klonopin, Ativan, Restoril, Xanax, Adderall, Ritalin, Haldol, Risperdal, Seroquel, Ambien, Lunesta, Elavil, Trazodone War. 6 فوریه ۲۰۱۱. توسط جنیفر ارشد. مجله نیویورک.